# NGC 2571
NGC 2571 è un ammasso aperto visibile nella costellazione della Poppa.

## Osservazione

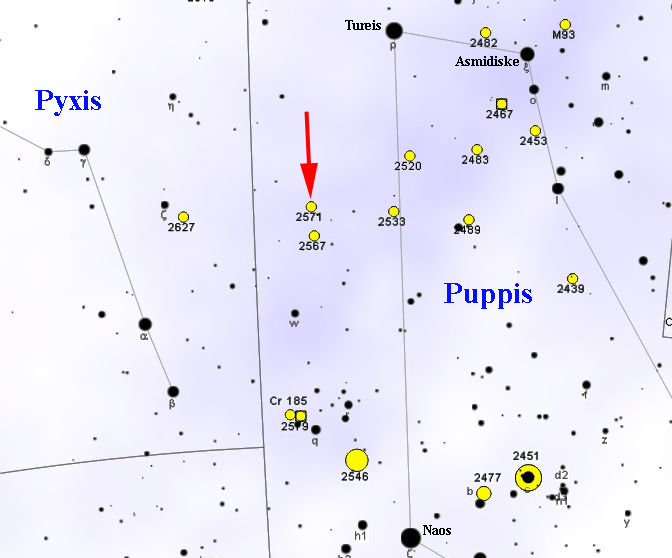
Mappa per individuare NGC 2571.

Si individua con un po' di difficoltà difficoltà a causa dell'assenza di stelle luminose nei suoi paraggi, circa 7 gradi a SSE della stella ρ Puppis; giace in un campo stellare molto ricco ai margini della Via Lattea ed è rintracciabile anche con un binocolo 10x50, il quale permette di scorgere anche alcune delle sue componenti più luminose, di colore azzurro. Per risolvere molte delle sue componenti meno brillanti occorre però un telescopio da almeno 80mm di apertura. Con strumenti da 150mm e medi ingrandimenti l'ammasso è risolto facilmente in alcune decine di stelle fino alla magnitudine 13.
La declinazione moderatamente australe di quest'ammasso favorisce gli osservatori dell'emisfero sud, sebbene si presenti circumpolare solo a partire da latitudini elevate; dall'emisfero boreale la sua osservazione risulta piuttosto penalizzata dalle regioni situate a latitudini medie settentrionali ed è invisibile alle alte latitudini. Il periodo migliore per la sua osservazione nel cielo serale è quello compreso fra dicembre e aprile.

## Storia delle osservazioni
NGC 2571 venne individuato per la prima volta da William Herschel nel 1793 attraverso un telescopio riflettore da 18,7 pollici; suo figlio John Herschel lo riosservò in seguito e lo inserì nel suo General Catalogue of Nebulae and Clusters col numero 1651.

## Caratteristiche
NGC 2571 è un ammasso non particolarmente ricco, formato da alcune decine di stelle sparse su un diametro di circa 13'; la sua distanza è stimata attorno ai 1342 parsec (circa 4375 anni luce) ed è quindi situato sul bordo esterno del Braccio di Orione, a una distanza leggermente inferiore a quella del sistema nebuloso di Sh2-310, oltre che a una diversa latitudine galattica.
L'ammasso giace a circa 76 parsec dal piano galattico e conta appena una ventina di stelle, molte delle quali sono deboli e concentrate in direzione della coppia dominante, che le oscura ulteriormente; tutte le stelle dell'ammasso hanno una colorazione azzurra, il che denota un'età non troppo avanzata. Nella sua direzione è comunque visibile una gigante rossa, indicata con la sigla CD-29°5941; nonostante la sua posizione possa far ritenere che si tratti di un membro effettivo dell'ammasso, l'analisi dell'arrossamento del suo spettro causato dalla polvere interstellare suggerisce che si tratti di una stella molto più lontana e visibile sovrapposta all'ammasso solo per un effetto prospettico.